# Équipe d'Allemagne de l'Est de football en 1978
Il s'agit des matchs de la sélection est-allemande au cours de l'année 1978.

## Matchs et résultats
| Match amical                            | Allemagne de l'Est             | 3 – 1   | Suisse     | Stade Ernst-Thälmann, Karl-Marx-Stadt                |                                                      |
| 8 mars 1978 · Historique des rencontres | Riediger 4e · Hoffmann 25e 40e | (3 - 1) | 32e Sulser | Spectateurs : 28 000 Arbitrage : M. Padar ( Hongrie) | Spectateurs : 28 000 Arbitrage : M. Padar ( Hongrie) |

| Match amical                             | Allemagne de l'Est | 0 – 1   | Suède      | Stade central, Leipzig                                   |                                                          |
| 4 avril 1978 · Historique des rencontres |                    | (0 - 0) | 47e Åslund | Spectateurs : 25 000 Arbitrage : M. Dotschev ( Bulgarie) | Spectateurs : 25 000 Arbitrage : M. Dotschev ( Bulgarie) |

| Match amical                              | Allemagne de l'Est | 0 – 0   | Belgique | Stade Ernst-Grube, Magdebourg                              |                                                            |
| 19 avril 1978 · Historique des rencontres |                    | (0 - 0) |          | Spectateurs : 20 000 Arbitrage : M. Homewood ( Angleterre) | Spectateurs : 20 000 Arbitrage : M. Homewood ( Angleterre) |

| Match amical                             | Allemagne de l'Est | 2 – 2   | Bulgarie                   | Stade Georgi-Dimitroff, Erfurt                              |                                                             |
| 30 août 1978 · Historique des rencontres | Eigendorf 15e 62e  | (1 - 2) | 21e Panov · 42e A. Stankov | Spectateurs : 9 000 Arbitrage : M. Vencl ( Tchécoslovaquie) | Spectateurs : 9 000 Arbitrage : M. Vencl ( Tchécoslovaquie) |

| Match amical                                 | Allemagne de l'Est             | 2 – 1   | Tchécoslovaquie | Stade central, Leipzig                                 |                                                        |
| 6 septembre 1978 · Historique des rencontres | Pommerenke 20e · Eigendorf 66e | (2 - 0) | 83e Ondrus      | Spectateurs : 15 000 Arbitrage : M. Wöhrer ( Autriche) | Spectateurs : 15 000 Arbitrage : M. Wöhrer ( Autriche) |

| Éliminatoires de l'Euro 1980               | Allemagne de l'Est                     | 3 – 1   | Islande                 | Stade Kurt-Wabbel, Halle                                       |                                                                |
| 4 octobre 1978 · Historique des rencontres | Peter 6e · Riediger 29e · Hoffmann 72e | (2 - 1) | 14e (pen.) P. Petursson | Spectateurs : 12 000 Arbitrage : M. Reynolds ( Pays de Galles) | Spectateurs : 12 000 Arbitrage : M. Reynolds ( Pays de Galles) |

| Éliminatoires de l'Euro 1980                 | Pays-Bas                               | 3 – 0   | Allemagne de l'Est | De Kuip, Rotterdam                                    |                                                       |
| 15 novembre 1978 · Historique des rencontres | Kische 8e (csc) · Geels 72e (pen.) 88e | (1 - 0) |                    | Spectateurs : 45 000 Arbitrage : M. Eriksson ( Suède) | Spectateurs : 45 000 Arbitrage : M. Eriksson ( Suède) |